# 美國地球物理聯盟
美國地球物理聯盟（英語：American Geophysical Union，縮寫：AGU）是地球物理學的非營利組織，會員超過50,000人，並來自135國。AGU的活動著重在組織和傳遞國際地球物理學跨學科的資訊。地球物理學包含四大領域：大氣和海洋科學、固體地球科學、水文學和太空科學。

## 歷史
AGU是由美國國家科學研究委員會成立於1919年，並作為美国国家科学院的非法人組織運作超過50年。1972年AGU將總部設在華盛頓特區；並將會員資格開放給美國以外世界各地的科學家和學生參與。

## 任務
AGU的任務如下：
- 提升地球和太空環境的科學研究，並將結果告知大眾。
- 增進地球物理學和相關學科組織之間的合作。
- 發起和參與地球科學研究計畫
- 藉著科學會議、出版和傳遞訊息增進地球物理學各學科發展。

## 出版
AGU出版多個科學刊物，包含週刊Eos和18個同行評審期刊。其中最有名的是《地球物理研究期刊》和《地球物理研究通訊》。大多數期刊都有高影響因子；2010年時《古海洋學期刊》在古生物學方面的影響因子最高，而《地球物理評論》在地球化學和地球物理方面的影響因子是第二高。

## 組織和研究群
AGU被分成十一個部門，並提供志願管理者、以及發展和尊重科學家領導的架構。這些部門也反映了地球科學相關分支學科：
- 大氣科學
- 生物地球科學
- 大地測量學
- 地磁學和古地磁學
- 水文學
- 海洋學
- 行星科學
- 地震學
- 太空科學和高層大氣物理學
- 大地動力學
- 火山學、地球化學和岩石學

另外有以下研究群是整合兩個以上部門。
- 大氣和太空電學
- 冰凍圈
- 地球和行星表面作用
- 地球和太空科學資訊
- 礦物物理學和岩石物理學
- 全球環境變遷
- 天災
- 近表面地球物理學
- 非線性地球物理學
- 古海洋學和古氣候學
- 地球內部研究

## 外部連結
- AGU Official Website
- Eos, the weekly AGU journal